# 樂怡仙地
樂怡仙地（英語：Jolly Shandy）是一種含有微量乙醇成分的碳酸飲料，於1986年由啤酒生產商嘉士伯在香港推出，因為酒精含量不多於0.6%，所以在市場上通常不被當作酒類，而是作為一種汽水出售。

## 概要
1978年，丹麥著名啤酒企業嘉士伯在香港開設嘉士伯香港有限公司，並在大埔工業邨設立啤酒廠，該廠房於1981年4月投產，在香港釀造嘉士伯啤酒，嘉士伯啤酒在香港的市佔率由當年只有3%提升至1993年的19%，銷量大幅增加。嘉士伯香港為打開年輕人的消費市場，在1986年率先在香港推出只有0.6%酒精成分的Jolly Shandy罐裝汽水，這種含有微量酒精及帶有果汁味的有氣飲品，被認為將啤酒與果味汽水結合，於上市後大受年輕人歡迎，但在1990年代後期卻不敵飲料市場的激烈競爭，銷量大幅下滑，更一度從市場上消失，而嘉士伯也因為營運成本上漲，於1999年關閉在香港大埔工業邨的啤酒生產線，香港及鄰近地區市場的嘉士伯啤酒改由嘉士伯設於廣東惠州的廠房供應。
2002年，Jolly Shandy再度上市，產品由嘉士伯在馬來西亞的廠房供應，其後在廣東的嘉士伯酒廠也生產這種飲料。嘉士伯在2013年轉變產品的包裝設計，更新圖案及加入更多色彩，使形象更為年輕化，但保留以Jolly Shandy為品牌，而味道除了傳統的檸檬，也加入荔枝及奇異果的款式。現在嘉士伯除了在香港出售Jolly Shandy，也在馬來西亞、新加坡及中國大陸等地販賣這種飲品。

## 合法性
世界上多數國家都對向兒童出售酒精飲品作出限制，惟酒精飲品的定義在世界各國並不相同，對於酒精含量只有1%以下的飲品，或不會列入管制。香港在2018年11月30日開始禁止商店或餐廳向未滿18歲的人士供應酒類飲品，不過因為法例訂明乙醇含量多於1.2%的飲品才受到限制，而Jolly Shandy的酒精成分只有0.6%，因此商店或餐廳仍可向兒童及青少年供應這種含酒精飲品。